# باري هيرن
باري هيرن (بالإنجليزية: Barry Hearn)‏ هو مسؤول رياضي بريطاني، ولد في 19 يونيو 1948 في داجنهام في المملكة المتحدة.

## وصلات خارجية
- الموقع الرسمي